# Judith Hart
Constance Mary Hart, baronne Hart de South Lanark, (née Ridehalgh ; 18 septembre 1924 - 7 décembre 1991), connue sous le nom de Judith Hart, est une femme politique du parti travailliste britannique. Elle est ministre dans les années 1960 et 1970 avant d'entrer à la Chambre des lords en 1988.

## Jeunesse et éducation
Constance Mary Judith Hart est née le 18 septembre 1924 à Burnley, Lancashire, Angleterre. Sa mère est morte quand elle avait onze ans; et un an plus tard, elle adopte le nom de Judith dans un train à destination de Londres. Elle fait ses études à la Clitheroe Royal Grammar School, à la London School of Economics et à l'Université de Londres .

## Carrière politique
Après avoir rejoint le Parti travailliste à l'âge de 18 ans, elle est candidate travailliste non élue pour Bournemouth West en 1951. Elle se présente à nouveau à Aberdeen South en 1955 dans "La bataille des femmes au foyer" mais perd contre Priscilla Buchan. Elle est élue députée de Lanark en 1959, gagnant par 700 voix après avoir organisé des votes par correspondance pour les mineurs déplacés. Elle occupe le siège jusqu'en 1983. Par la suite, elle siège pour Clydesdale jusqu'en 1987 .
Elle occupe des fonctions ministérielles comme sous-secrétaire d'État parlementaire conjointe pour l'Écosse de 1964 à 1966, ministre d'État au ministère du Commonwealth (1966-1967), ministre de la Sécurité sociale (1967-1968), Paymaster-General (avec un siège au Cabinet) de 1968 à 1969, et Secrétaire d'État au Développement international de 1969 à 1970, de 1974 à 1975 (date de sa démission) et de 1977 à 1979. Elle est la première femme Paymaster-General en Grande-Bretagne .
Dans l'opposition, Hart est porte-parole sur l'aide à l'étranger de 1970 à 1974 et de 1979 à 1980. Ses opinions sont souvent controversées et en 1972, on lui envoie une bombe pour son travail controversé avec le Fonds de libération de l'Afrique australe du Parti travailliste. En 1974, lorsque le parti travailliste revient au pouvoir, Hart a failli être écartée d'un poste ministériel en raison des liens entre elle et son mari avec le communisme. Le Premier ministre Harold Wilson décide finalement de la nommer ministre du Développement outre-mer, mais elle n'a plus jamais été nommée au Cabinet .
Sociologue de formation, Hart s'exprime beaucoup sur le développement international. Elle écrit plusieurs livres, dont Aid and Liberation: A Socialist Study of Aid Politics, qu'elle publie en 1973. En 1979, Hart élabore un plan pour redistribuer l'aide britannique pour donner la priorité aux pays les plus pauvres, mais Wilson n'est pas d'accord avec son approche, car elle est en conflit avec les priorités diplomatiques et commerciales. Il tente de la rétrograder à un poste au ministère des Transports, et Hart démissionne en signe de protestation,.
Elle est coprésidente de la Commission nationale des femmes (nommée par le gouvernement) de 1969 à 1970. Au sein du Parti travailliste, elle est membre du Comité exécutif national de 1969 à 1983, en tant que vice-présidente en 1980–1981, et en tant que présidente en 1981–1982. Elle est nommée conseillère privée en 1967 et DBE en 1979.
Le 8 février 1988, elle est créée pair à vie, en tant que baronne Hart de South Lanark, de Lanark dans le comté de Lanark.

## Vie privée
Elle rencontre son mari, le Dr Anthony Bernard Hart, lors d'une réunion de l'Association des travailleurs scientifiques. Ils se marient en 1946 et ont deux fils. Il est également politiquement actif, mais quand ils sont tous deux sélectionnés comme candidats pour le parti travailliste en 1959, il retire sa candidature pour soutenir sa campagne.
La famille déménage à Londres en 1961 pour donner à Hart plus de temps en famille. Lorsqu'elle est nommée ministre d'État aux Affaires du Commonwealth en 1966, sa belle-mère emménage avec eux pour aider avec les enfants.
Selon son fils, Hart est une alcoolique et fumait 60 cigarettes par jour. Elle est décédée d'un cancer des os à l'hôpital Queen Mary, Roehampton, Londres, en 1991, à l'âge de 67 ans.